# Энергетика Чукотского автономного округа
Энергетика Чукотского автономного округа — сектор экономики региона, обеспечивающий производство, транспортировку и сбыт электрической и тепловой энергии. По состоянию на конец 2019 года, на территории Чукотского АО эксплуатировались четыре крупных тепловых электростанции, две атомные электростанции, одна ветровая электростанция, а также более 40 дизельных электростанций общей мощностью 328,71 МВт. В 2018 году они произвели 700 млн кВт·ч электроэнергии.

## История
Впервые электричество на территории Чукотки появилось в 1914 году, когда была введена в работу радиостанция в Ново-Мариинске (Анадыре). Её работу обеспечивали три электрогенератора общей мощностью 41 л. с. Помимо питания радиооборудования, электроэнергия использовалась для освещения помещений радиостанции. В 1931 году в Анадыре была построена электростанция рыбокомбината мощностью 44 кВт, которая также снабжала электроэнергией механическую мастерскую, водокачку и коммунальные нужды. К началу 1941 года мощность этой электростанции возросла до 175 кВт, на ней использовались три дизеля и два локомобиля, причём последние работали на местном угле. В 1937 году в Анадыре вводится в работу коммунальная электростанция мощностью 13 кВт, обеспечившая электроэнергией административные учреждения и жилые дома. С начала 1930-х годов начинается строительство на Чукотке полярных станций, которые обеспечивались электроэнергией при помощи небольших ветрогенераторов. В 1940 году электростанция мощностью 55 кВт заработала в пос. Провидения. В целом, уровень электрификации оставался очень низким — в 1940 году все электростанции Чукотки выработали всего 83 тыс. кВт·ч электроэнергии.
В 1942 году трестом «Дальстрой» было начато строительство дизельной электростанции в Певеке, от которой ведёт своё начало Чаунская ТЭЦ. Первые два дизель-генератора общей мощностью 440 кВт были введены в эксплуатацию 20 мая 1944 года, станция получила название «Певекский энергокомбинат». В 1947 году был образован Чаунский энергокомбинат, в него вошла Певекская электростанция и ЛЭП 35 кВ с подстанциями. К 1948 году мощность электростанции была увеличена до 3,75 МВт, а в 1949 году после монтажа двух паровых котлов и двух турбоагрегатов мощностью по 1 МВт станция начала вырабатывать не только электроэнергию, но и тепло.
В 1950 году было начато строительство Эгвекинотской ГРЭС, первый ток станция дала 20 декабря 1952 года. Силовыми агрегатами на тот момент являлись два дизельных генератора мощностью 1 МВт каждый. В 1959 году вступила в строй первая очередь паротурбинной станции, состоящей из трёх котлоагрегатов и двух турбогенераторов общей мощностью 12 МВт. В 1974 году была запущена вторая очередь Эгвекинотской ГРЭС, мощность станции возросла до 28 МВт.
В 1963 году было начато проектирование Билибинской АЭС, в 1965 году ее сооружение было санкционировано Советом Министров СССР, тогда же были начаты подготовительные работы по сооружению станции. В том же году Билибино и Певек были соединены ЛЭП 110 кВ — образован Чаун-Билибинский энергоузел, к которому в 1970 году была подключена первая в СССР плавучая газотурбинная электростанция «Северное сияние» у посёлка Зеленый мыс, выведенная из эксплуатации в 2002 году. Строительно-монтажные работы на площадке станции были начаты в 1967 году, в 1974 году станция дала первый ток и в 1976 году была выведена на полную мощность 48 МВт.
В 1966 году Министерством энергетики СССР было принято решение о строительстве Анадырской ТЭЦ. В 1982 году начались пусконаладочные работы, и 22 декабря 1986 года была запущена первая очередь ТЭЦ, ещё через год станция вышла на проектную мощность. В 1980—1987 годах была значительно расширена и модернизирована Чаунская ТЭЦ, с монтажом современного и более мощного оборудования.
В 2002 году был включён в сеть первый ветроагрегат Анадырской ВЭС. В 2003 году по дну Анадырского лимана был проложен высоковольтный (35 кВ) бронированный кабель, посредством которого к станции были подключены находящиеся на северном берегу лимана аэропорт, посёлки Угольные Копи и Шахтерский. В 2006 году была введена в эксплуатацию Анадырская ГМТЭЦ, самая эффективная тепловая электростанция Чукотки. В 2018 году первый котлоагрегат Анадырской ТЭЦ был переведён на природный газ, в том же году с остановкой первого энергоблока был начат процесс вывода из эксплуатации Билибинской АЭС. В 2019 году в Певек была доставлена и начала выработку электроэнергии ПАТЭС «Академик Ломоносов».

## Организация энергосистемы Чукотского автономного округа
По причине географической отдалённости, большой площади и низкой плотности населения, энергосистема Чукотки разделена на три энергорайона, изолированных друг от друга и от единой энергосистемы России, а также на зону децентрализованного энергоснабжения. В энергосистеме региона выделяются Чаун-Билибинский энергорайон (ПАТЭС «Академик Ломоносов», Билибинская АЭС, Чаунская ТЭЦ) общей мощностью 136 МВт, Анадырский энергорайон (Анадырская ТЭЦ и Анадырская ГМТЭЦ) общей мощностью 68,25 МВт и Эгвекинотский энергорайон (Эгвекинотская ГРЭС) мощностью 30 МВт. Зона децентрализованного энергоснабжения состоит из ряда мелких энергоузлов, обеспечивающих электроэнергией отдельные посёлки и предприятия по добыче полезных ископаемых. Энергоснабжение здесь обеспечивается дизельными электростанциями.

## Генерация электроэнергии
По состоянию на конец 2019 года, на территории Чукотки эксплуатировались четыре крупные тепловые электростанции (Чаунская ТЭЦ, Эгвекинотская ГРЭС, Анадырская ТЭЦ и Анадырская ГМТЭЦ) общей мощностью 128,25 МВт, две атомные электростанции (ПАТЭС «Академик Ломоносов» и Билибинская АЭС) общей мощностью 106 МВт, Анадырская ВЭС мощностью 2,5 МВт, а также более 40 дизельных электростанций (включая резервные ДЭС тепловых электростанций) общей мощностью 116,9 МВт. Тепловые электростанции и их резервные ДЭС эксплуатируются АО «Чукотэнерго» (входит в группу РусГидро), атомные электростанции — АО «Концерн Росэнергоатом», большинство дизельных электростанций — муниципальным предприятиям.

### Анадырская ТЭЦ
Расположена в г. Анадыре. Паротурбинная теплоэлектроцентраль, в качестве топлива использует природный газ и бурый уголь. Крупнейшая электростанция Анадырского энергорайона, самая мощная тепловая электростанция на Чукотке. Турбоагрегаты станции введены в эксплуатацию в 1986—1987 годах. Установленная электрическая мощность станции — 50 МВт, тепловая мощность — 140 Гкал/час. Фактическая выработка электроэнергии в 2018 году — 54,48 млн кВт·ч. Оборудование станции включает в себя два турбоагрегата мощностью по 25 МВт и два котлоагрегата.

### Анадырская ГМТЭЦ
Расположена в г. Анадыре. Газопоршневая теплоэлектроцентраль, в качестве топлива использует природный газ. Турбоагрегаты станции введены в эксплуатацию в 2006 году, является самой молодой тепловой электростанцией Чукотки. Установленная электрическая мощность станции — 18,25 МВт, тепловая мощность — 68,28 Гкал/час. Несмотря на небольшую мощность, благодаря высокой маневренности и экономичности оборудования станция используется в приоритетном порядке и лидирует по выработке электроэнергии в Анадырском энергоузле. Фактическая выработка электроэнергии в 2018 году — 61,06 млн кВт·ч. Оборудование станции включает в себя пять газопоршневых агрегатов мощностью по 3,65 МВт, пять котлов-утилизаторов и четыре водогрейных котла. Принадлежит Чукотскому АО, эксплуатируется АО «Чукотэнерго» на правах аренды.

### Эгвекинотская ГРЭС
Расположена в п. Эгвекинот, является основным источником энергоснабжения в Эгвекинотском энергорайоне. Паротурбинная теплоэлектроцентраль, в качестве топлива использует бурый уголь. Эксплуатируемые в настоящее время турбоагрегаты станции введены в эксплуатацию в 1973—2010 годах, при этом сама электростанция была пущена в 1952 году. Установленная электрическая мощность станции — 30 МВт, тепловая мощность — 92 Гкал/час. Фактическая выработка электроэнергии в 2018 году — 64,36 млн кВт·ч. Оборудование станции включает в себя два турбоагрегата мощностью по 12 МВт и один мощностью 6 МВт, а также четыре котлоагрегата.

### Чаунская ТЭЦ
Расположена в г. Певек, крупнейшая тепловая электростанция в Чаун-Билибинском энергоузле. Паротурбинная теплоэлектроцентраль, в качестве топлива использует каменный уголь. Эксплуатируемые в настоящее время турбоагрегаты станции введены в эксплуатацию в 1971—1987 годах, при этом сама электростанция была пущена в 1944 году и является старейшей электростанцией Чукотки. Установленная электрическая мощность станции — 30 МВт, тепловая мощность — 99 Гкал/час. Фактическая выработка электроэнергии в 2018 году — 80,53 млн кВт·ч. Оборудование станции включает в себя пять турбоагрегатов: два мощностью по 1,5 МВт, один — 5 МВт, один — 10 МВт и один — 12 МВт. Пар для турбоагрегатов вырабатывают 4 котлоагрегата.

### Билибинская АЭС
Расположена вблизи г. Билибино, один из источников энергоснабжения в Чаун-Билибинском энергоузле. По конструкции является атомной теплоэлектроцентралью. Турбоагрегаты станции введены в эксплуатацию в 1975—1976 годах. Установленная электрическая мощность станции — 36 МВт, тепловая мощность — 50,25 Гкал/час. Фактическая выработка электроэнергии в 2018 году — 212,2 млн кВт·ч. Оборудование станции включает в себя три турбоагрегата мощностью по 12 МВт и три атомных реактора ЭГП-6. Начат процесс вывода станции из эксплуатации, в 2018 году остановлен энергоблок № 1, остановка остальных энергоблоков запланирована до конца 2025 года. Для замещения мощностей станции введена в работу ПАТЭС «Академик Ломоносов» в Певеке, ведётся строительство в Билибино дизельной электростанции мощностью 24 МВт и котельной на жидком топливе.

### ПАТЭС «Академик Ломоносов»
Расположена в г. Певек, крупнейшая электростанция Чаун-Билибинского энергоузла. По конструкции является атомной теплоэлектроцентралью, построенной по схеме плавучего энергоблока. Подключена к сети в декабре 2019 года, окончательный ввод в эксплуатацию запланирован на 2020 год. Установленная электрическая мощность станции — 70 МВт, тепловая мощность — 145 Гкал/час. Оборудование станции включает в себя два турбоагрегата мощностью по 35 МВт и два атомных реактора КЛТ-40С.

### Дизельные электростанции
На территории Чукотки эксплуатируется более 40 дизельных электростанций общей мощностью 116,9 МВт. Они обеспечивают энергоснабжение удаленных посёлков, предприятий по добыче полезных ископаемых, а также выполняют функции резерва на случай отключения тепловых электростанций. Крупнейшими из них являются резервные ДЭС тепловых электростанций: Анадырской ТЭЦ — 6 МВт, Анадырской ГМТЭЦ — 10,4 МВт, Эгвекинотской ГРЭС — 4 МВт, Чаунской ТЭЦ — 4,5 МВт, а также ДЭС АО «Чукотская горно-геологическая компания» — 28,7 МВт. В 2018 году дизельные электростанции выработали 222,6 млн кВт·ч электроэнергии, в том числе ДЭС АО «Чукотская горно-геологическая компания» — 144,7 млн кВт·ч.

### Ветроэлектростанции
На территории Чукотки эксплуатируется одна ветроэлектростанция — Анадырская ВЭС мощностью 2500 кВт (10×250 кВт). В 2018 году ветроэлектростанция выработала 3,2 млн кВт·ч электроэнергии. Эксплуатируются ООО «СтройИнвест-Энергия».

## Потребление электроэнергии
Потребление электроэнергии в Чукотском АО в 2018 году составило 686,6 млн кВт·ч (включая потери в сетях и потребление на собственные нужды электростанций), в связи с изолированным характером энергосистемы она сбалансирована по производству и потреблению электроэнергии (избыток в размере 13,5 млн кВт·ч направляется в п. Черский, Якутия). Максимум нагрузки в 2018 году составил 78,8 МВт (без зоны децентрализованного энергоснабжения), таким образом имеется большой резерв мощности электростанций. В структуре потребления электроэнергии в регионе по состоянию на 2018 год лидируют промышленность (в основном горнодобывающая) — 46 %, предприятия жилищно-коммунального хозяйства — 20 %, население — 11 %. Крупнейшие потребители электроэнергии в Чукотском АО по состоянию на 2018 год — АО «Чукотская горно-геологическая компания» (139,7 млн кВт·ч), ООО "Золоторудная компания «Майское» (64 млн кВт·ч), ООО «Рудник Каральвеем» (40,6 млн кВт·ч), ООО «Рудник Валунистый» (25 млн кВт·ч). Функции гарантирующего поставщика электроэнергии выполняют АО «Чукотэнерго» (на территории крупных энергоузлов), а также ГП ЧАО «Чукоткоммунхоз» и ряд других муниципальных организаций, действующих в зоне децентрализованного энергоснабжения.

## Электросетевой комплекс
Энергосетевой комплекс Чукотки в связи с характером энергосистемы региона разделён по энергоузлам и представлен линиями электропередачи напряжением не более 110 кВ. Связей с другими регионами не имеет, за исключением одной линии 110 кВ из Чаун-Билибинского энергоузла в якутский посёлок Черский. Общая протяженность линий электропередачи в Чукотском АО по состоянию на 2018 год составляет 2027 км, в том числе ЛЭП 110 кВ — 1222 км, ЛЭП 35 кВ — 249 км, ЛЭП 10 — 0,4 кВ — 556 км. Большая часть электрических сетей (протяжённостью 1611 км, в том числе все сети напряжением 110 кВ) эксплуатируется АО «Чукотэнерго», остальные сети эксплуатируются ГП ЧАО «Чукоткоммунхоз» и муниципальными предприятиями. Планируется соединение Чаун-Билибинского энергоузла с энергосистемой Магаданской области путём строительства двухцепной ЛЭП напряжением 220 кВ.

## Теплоснабжение
Теплоснабжение на Чукотке обеспечивают большое количество энергоисточников общей тепловой мощностью 720 Гкал/ч. Это тепловые электростанции, атомные электростанции, а также котельные (преимущественно муниципальные). Отпуск тепловой энергии в 2018 году составил 946 тыс. Гкал, в том числе тепловые электростанции — 415 тыс. Гкал, атомные электростанции — 174 тыс. Гкал, котельные — 357 тыс. Гкал. Тепловая энергия передается по тепловым сетям общей протяжённостью 483,7 км, большинство из которых диаметром менее 200 мм.